# Misbah-ul-Haq
Misbah-ul-Haq (Mianwali, 28 de maio de 1974) é um jogador profissional de críquete do Paquistão. Ele é um exímio batedor, e atualmente capitão da Seleção Paquistanesa de Críquete.
Misbah-ul-Haq, atualmente defende o Baluquistão e o Faisalabad Cricket Team. Ele é de origem Niazi.